# Rhinotragus conformis
Rhinotragus conformis là một loài bọ cánh cứng trong họ Cerambycidae.